# 사완나켓주
사완나켓주(라오어: ສະຫວັນນະເຂດ)는 라오스 남부에 위치한 주로, 주도는 까이선폼위한이며 면적은 21,774km2, 인구는 721,500명(2004년 기준), 인구밀도는 33.1명/km2이다. ‘사완나켓’은 라오어로 ‘천지’(天地)를 뜻한다.

## 지리
북쪽으로는 캄무안주, 남쪽으로는 살라완주와 인접해 있으며 동쪽으로는 베트남 꽝찌성과 후에시, 서쪽으로는 태국 나콘파놈주, 묵다한주와 인접해 있다.

## 행정구역
라오스에서 가장 큰 주로 15개의 현으로 구성되어 있다:
| Map   | Code                              | Name         | Lao |
| ----- | --------------------------------- | ------------ | --- |
|       |                                   |              |     |
| 13-01 | Kaysone Phomvihane, 전 칸타보울리 | ໄກສອນ ພົມວິຫານ |     |
| 13-02 | Outhoumphone                      | ອຸທຸມພອນ       |     |
| 13-03 | Atsaphangthong                    | (라오어)     |     |
| 13-04 | Phine                             | (라오어)     |     |
| 13-05 | Sepone                            | (라오어)     |     |
| 13-06 | Nong                              | (라오어)     |     |
| 13-07 | Thapangthong                      | (라오어)     |     |
| 13-08 | Songkhone                         | (라오어)     |     |
| 13-09 | Champhone                         | (라오어)     |     |
| 13-10 | Xonnabouly                        | (라오어)     |     |
| 13-11 | Xaybuly                           | (라오어)     |     |
| 13-12 | Vilabuly                          | (라오어)     |     |
| 13-13 | Atsaphone                         | (라오어)     |     |
| 13–14 | Xayphouthong                      | (라오어)     |     |
| 13–15 | Phalanxay                         | (라오어)     |     |

## 교통
메콩강 태국과 라오스 사이에 두 번째로 걸쳐진 제2 타이-라오스 우정의 다리( 므앙 묵다한 군, 사완나켓 사이)를 따라 동서 경제 회랑의 일익을 담당하고 있다.